# World Series 1962
Die World Series 1962 war die 59. Auflage des Finals der Major League Baseball. Es standen sich die Meister der American League und verteidigenden World Series Champions, die New York Yankees, und der Champion der National League, die San Francisco Giants, gegenüber. Die Best-Of-Seven-Serie startete am 4. Oktober und endete nach sieben Spielen am 16. Oktober 1962. Sieger nach sieben Spielen wurden die New York Yankees, die damit ihre zwanzigste World Series gewinnen konnten.
Als MVP der Serie wurde der Pitcher der Yankees, Ralph Terry, ausgezeichnet.

## Übersicht der Spiele
| Spiel | Datum              | Gast                 | Score | Heim                 | Score | Gesamtstand (NYY-SF) | Ballpark         | Zuschauer |
| ----- | ------------------ | -------------------- | ----- | -------------------- | ----- | -------------------- | ---------------- | --------- |
| 1     | 4. Oktober 1962    | New York Yankees     | 6     | San Francisco Giants | 2     | 1–0                  | Candlestick Park | 43.852    |
| 2     | 5. Oktober 1962    | New York Yankees     | 0     | San Francisco Giants | 2     | 1–1                  | Candlestick Park | 43.910    |
| 3     | 7. Oktober 1962    | San Francisco Giants | 2     | New York Yankees     | 3     | 2–1                  | Yankee Stadium   | 71.434    |
| 4     | 8. Oktober 1962    | San Francisco Giants | 7     | New York Yankees     | 3     | 2–2                  | Yankee Stadium   | 66.607    |
| 5     | 10. Oktober 1962 a | San Francisco Giants | 3     | New York Yankees     | 5     | 3–2                  | Yankee Stadium   | 63.165    |
| 6     | 15. Oktober 1962 b | New York Yankees     | 2     | San Francisco Giants | 5     | 3–3                  | Candlestick Park | 43.948    |
| 7     | 16. Oktober 1962   | New York Yankees     | 1     | San Francisco Giants | 0     | 4–3                  | Candlestick Park | 43.948    |

Anmerkungen
Die Serie sollte ursprünglich am 3. Oktober beginnen, wurde aber wegen der drei Playoff-Spiele zwischen den Giants und den Dodgers um den Sieger der National League um einen Tag verschoben.